# Offizier-Gefangenenlager Reisen
Offizier-Gefangenenlager Reisen (pol. Obóz dla oficerów w Rydzynie) – niemiecki obóz jeniecki okresu I wojny światowej, który funkcjonował w latach 1916–1918 w obrębie zamku w Rydzynie. Był jedynym obozem oficerskim na terenie V Korpusu Armijnego.
Obóz zlokalizowano w obrębie zamku, który stoi na wyspie otoczonej szeroką fosą, co w znacznym stopniu naturalnie ułatwiało strzeżenie uwięzionych w obiekcie żołnierzy. Zamek był opuszczony i zniszczony, w związku z czym władze niemieckie wyremontowały go i adaptowały do celów więziennych. Na dziedzińcu umieszczono agregat prądotwórczy, zapewniający energię dla obozu. Służba strażnicza ulokowana była w sąsiadujących z zamkiem oficynach. 
Więźniowie korzystać mogli z boiska i kortów tenisowych, jak również mieli kantynę i świetlicę. Umożliwiono im praktyki religijne, a także prowadzenie życia kulturalnego (teatr, koncerty, rosyjska gazeta В замке, czyli W zamku). Warunki przebywania w obozie były stosunkowo dobre, zwłaszcza gdy porównać je do obozów dla szeregowych żołnierzy.
Jeszcze w trakcie prac adaptacyjnych (1916) przybyła do obozu pierwsza grupa jeńców francuskich ze Szprotawy i Moguncji. 5 listopada 1917 w obozie przetrzymywano 319 jeńców – 204 Rosjan, w tym 153 oficerów, oraz 115 Francuzów, w tym 82 oficerów. Resztę stanowili żołnierze szeregowi. 10 października 1918 w obozie było 304 oficerów rosyjskich, a do prac gospodarczych zatrudniano 78 szeregowych Rosjan. W obozie więziono m.in. Henri Eugène Coutanta (1886–1971), deputowanego do francuskiego Zgromadzenia Narodowego. Kapelanem obozowym był ksiądz Aleksy Klawek, a ostatnim z komendantów – major von Memerty. Obóz funkcjonował jeszcze na pewno 27 listopada 1918, a zlikwidowano go najpewniej w grudniu tego roku. Polacy odzyskali Rydzynę 17 stycznia 1920.